# Çivril
Çivril es una ciudad y un distrito de la provincia de Denizli, en la región del Egeo, Turquía. Su área es de 1478 km² y su población es de 61.491 habitantes, por lo que es la provincia más poblada después de la de Denizli. La ciudad se encuentra a 833 m sobre el nivel del mar, situada en una planicie al noreste de Denizli, cerca de Uşak, capital de la vecina provincia con el mismo nombre.

## Características
El clima es seco y caluroso en verano, frío en invierno. Los habitantes de Çivril son en su mayoría ocupados en el cultivo del manzanas conocidas en la región. Muchos emigraron para trabajar en Alemania y en otros países europeos en la década de 1960. Así Çivril tiene un número de ciudadanos ricos que viven en el extranjero o en Estambul y en verano se llena con las familias que regresan de vacaciones.